# كلودسلي شوفيل
أمير الأسطول السير كلاودسلي شوفيل (مواليد نوفمبر 1650 - 23 أكتوبر 1707) كان ضابطًا في البحرية الإنجليزية .
دخل في معركة سوليباي ثم في معركة تيكسل خلال الحرب الأنجلو هولندية الثالثة .
كقائد ، قاتل في معركة خليج بانتري خلال حرب ويلياميت في أيرلندا .
كضابط قاد فرقة في معركة بارفلوير خلال حرب السنوات التسع وخلال المعركة تميز بكونه أول من اخترق خط العدو.
جنبا إلى جنب مع الأدميرال هنري كيليجرو والأدميرال رالف ديلافال ، تم تعيين شوفيل في القيادة المشتركة للأسطول بعد ذلك بوقت قصير.
خلال حرب الخلافة الإسبانية ، قاد سربًا تحت امرة الأدميرال جورج رووك في جبل طارق ومعركة مالقة .
من خلال العمل مع قوات المشاة تحت امرة إيرل بيتربورو ، قامت قواته بالحصار والاستيلاء على برشلونة .
تم تعيينه قائدا عاما للبحرية بينما كان في لشبونة في العام التالي. كما قاد القوات البحرية في هجوم مشترك على طولون ، قاعدة الأسطول الفرنسي الرئيسي ، بالتنسيق مع الجيش النمساوي تحت امرة الأمير يوجين من سافوي في صيف عام 1707.
انتهت حياته في حادثة سفن كارثية في جزر سيلي في وقت لاحق من ذلك العام.
عمل أيضًا نائبًا لروتشستر من 1695 إلى 1701 ومن 1705 حتى وفاته في 1707.

## عائلته
في عام 1691 ، تزوج شوفيل من إليزابيث أرملة قائده السابق ، الأدميرال السير جون ناربورو . و كان لديه ابنان منها (السير جون ناربورو ، بارونيت ، وجيمس ناربورو) اللذان دخلا في وظائف بحرية وتوفيا في سن 23 و 22 ، في غرق سفينتهما في أكتوبر 1707.  كان لشوفيل وزوجته ابنتان هما : إليزابيث وآن. تزوجت إليزابيث من اللورد رومني ، بينما تزوجت آن من جون بلاكوود . 